# Шангајски институт за материју медику
Шангајски институт за материју медику (акроним ШИММ Shanghai Institute of Materia Medica), Кинеске академије наука (акроним КАН), има најдужу историју као свеобухватна истраживачка институција која се бави истраживањем и откривањем лекова у Кини.  Захваљујући залагању  неколико генерација научних истраживача и сардника, ШИММ је дана постао један од водећих интердисциплинарних истраживачких центара у Кини. Широм света  ШИММ је препознат по изузетним достигнућима и истакнутим истраживачким тимовима.

## Историја
Шангајски институт за материју медику настао је из Пекиншког института за материју медику Медицинске академије наука. Основао га је  у лето 1932. године  професор Chenggu Zhao. Нестабилна политичка ситуација која  владала у то време у Кини условила је да се, Пекиншки институт за материју медику пресели  у Фрацуско-Кинески Шангај , а затим у Wukang Road-у. у Шангају 1936. године. Током Другог јапанско-кинеског рата 1937. дошло је до друге битке за Шангај. После борби у којима су претрпеле тешке губитке, јапанске снаге су заузеле град 9. новембра. У предграђима се концентрисао велики број кинеских избеглица које су живеле у тешким условима. У самом граду су владали наркокартели и анархија. 
Кратко после напада на Перл Харбор децембра 1941, чиме су САД увучене у Рат на Пацифику, Јапанци су у Шангају интернирали држављане земаља савезница, осим Француза које су сматрали за савезнике (Вишијевска Француска). Од 1943. интернирали су и око 18.000 немачких и аустријских јевреја који су се овамо склонили. 
После Другог светског рата, када је град  враћен Кини, јер су се САД, Британија и Француска током рата одрекли својих претензија на град,  и након оснивање нове Кине, институт је као део Кинеска академија наука  под називом Шангајски институт за материју медица (ШИММ).  пресељен  је на  нову локацију у  Yueyang Road 1953. године, на којој је радио око 45 година.                      
У току свог постојања, а у складу са мисијом „Откривање нових лекова за олакшавање тергоба пацијената који пате од различитих болести“, Шангајски институт за материју медику је развио и комерцијализовао преко 100 нових лекова у последњих 80 година. Међу њима су бројни иновативни лекови, попут лекова:  Артеметер, Dimercaptosuccinic acid,   Huperzin A, итд., који су стекли бројна кинеска и инострана признања.
Током 1990-тих , ШИММ  је развио свеобухватну стратегију, којом је усмерио свој истраживачки фокус ка природним хемијим производимаа, медицинској хемији, фармакологији, токсикологији, изради нових лекова, итд .
У парк високих технологија  Zhang Jiang Hi-Tech Park, у округу Пудонг  ШИММ пресељен је 2003. године. Од тада Институт је ушао у нову развојну фазу без преседана у својој историји.

## Достигнућа
Последњих година ШИММ је био учесник у развоју неких нових лекова, укључујући следећа главна достигнућа:
- Depsides salts инјекције, које припадају модерној традиционалној кинеској медицини (ТКМ).[5]
- Sobuzoxan, антихипертензивни лек,
- Антофлоксацин хидрохлорид, ново флуорокинолонско антибактеријско средство.
- Тренутно ШИММ има и низ других препарата у различитим фазама клиничког истраживања.

## Мисија
Од примене Програма за иновације знања сачињеног у КАН-у, развој нових лекова постао је најважнији истраживачки императив истраживача у ШИММ-а последњих година. 
У складу са досадашњим сазнањима из области наука о животу институт има за  циљ  решавања кључних научних проблема у откривању нових лекова,  и оквиру њега се кроз примењене студије и развјау нове теорије, методе и технологије. 
Приоритети истраживања дати су за лечењу главних болести, попут карцинома, кардио-цереброваскуларних болести, неуропсихијатријских болести, метаболичких болести, аутоимуних болести и заразних болести. 
ШИММ такође обраћа пажњу и на развој и популаризацију савремене традиционалне кинеске медицине (ТКМ).